# Hospital del Cobre Salvador Allende Gossens
El Hospital del Cobre Salvador Allende Gossens es un recinto hospitalario de alta complejidad, que ofrece servicios a los trabajadores y cargas familiares de la división Norte de Codelco. Comenzó sus servicios en el año 2001, y está ubicado en la ciudad de Calama, Chile.

## Historia
El traslado del campamento de Chuquicamata llevó al cierre definitivo del Hospital Roy H. Glover, recinto que abrió sus puertas en 1960, y que servía como hospital base para la División Norte de Codelco.